# Maurizio Blondet
Maurizio Blondet (Milano, 22 febbraio 1944) è un saggista italiano.

## Biografia
Autore e conferenziere di ispirazione cattolica tradizionalista, è stato inviato speciale per Oggi, Gente, il Giornale, Avvenire, ed ha scritto successivamente anche su la Padania. Ha diretto, insieme a Siro Mazza, la rivista trimestrale di studi cattolici Certamen. Fino a giugno 2015 è stato anche direttore della testata giornalistica online Effedieffe.com, edita da Effedieffe Edizioni e fondata da Fabio De Fina, dove ha pubblicato diversi articoli contro i "giudeo-sionisti", che accusa di omicidio rituale, traffico di organi, complotti giudaico-massonici e pedofilia. Nei suoi libri ed articoli Blondet insiste sul coinvolgimento occulto di lobby militari-industriali, petrolifere, politiche ed ebraiche nell'organizzazione di cospirazioni ed attentati, come quello dell'11 settembre, a cui ha dedicato diversi libri.
La maggior parte dei suoi scritti tratta diffusamente di presunti poteri occulti ed oligarchici.
- Gli Adelphi della dissoluzione, pubblicato nel 1994, dove ritiene di identificare la casa editrice Adelphi come «la punta emergente di un iceberg iniziatico che oggi riproporrebbe la gnosi pagana dei secoli antichi».

- 11 settembre colpo di stato in USA, Chi comanda in America, Osama Bin Mossad, Israele, USA, il terrorismo islamico. Nel primo di questi, pubblicato pochi mesi dopo gli attentati, Blondet sostiene teorie del complotto sull'attentato al World Trade Center dell'11 settembre 2001.

- In altre pubblicazioni Blondet tenta di ricostruire cospirazioni e trame di rapporti occulte  a suo giudizio esistenti ed ignorate dalla grande stampa (La strage dei genetisti, Complotti vecchi e nuovi, I fanatici dell'apocalisse, ecc.).

- Blondet ha pubblicato anche suoi saggi di analisi politica e sociale ("Selvaggi con telefonino", Elogio di Catilina e Berlusconi, La nazione invertebrata, Stare con Putin?, ecc.). In Stare con Putin? Blondet sostiene la necessità, per l'Unione europea, di stringere rapporti economici con la Russia di Vladimir Putin, allo scopo di evitare le drammatiche conseguenze della crisi del liberismo globale e della crisi energetica.

- Nel 2002, sotto il titolo Complotti vecchi e nuovi, ripubblica la trilogia Complotti che aveva dato alle stampe molti anni prima, che contiene anche riferimenti all'incontro, sul panfilo Britannia, fra Carlo Azeglio Ciampi, Mario Draghi e altri finanzieri, allo scopo, argomenta Blondet, di influire sulle privatizzazioni in Italia.

## Critiche e aspetti controversi
In merito agli scritti e alle idee di Blondet sono state sollevate accuse di antisemitismo, razzismo ed omofobia.
Blondet ha inoltre formulato la tesi di una presunta ascendenza ebraica di papa Wojtyła, ricavando la notizia da uno studioso di genealogie ebraiche di Manchester : tesi pubblicamente esposta da Blondet  più volte, nel corso degli anni, a partire dal suo libro Cronache dell'anticristo.
Già nel 1993, l'Anti-Defamation League includeva il suo nome in una lista di giornalisti antisemiti, a causa di un articolo pubblicato da Blondet sul settimanale Il Sabato; in altre occasioni, è stato accusato di antisemitismo per aver «evidenziato nei suoi libri l'ebraicità di alcuni cospiratori... e l'apporto dell'ebraismo internazionale». Blondet si difende da queste accuse dichiarando di non essere antisemita ma solo contrario alla politica di Israele.
Ha inoltre affermato durante le elezioni presidenziali francesi del 2017 che Emmanuel Macron sia un omosessuale pedofilo.

## Opere
- Intelligenze extraterrestri (con Roberto Pinotti, Editoriale Olimpia, 1981)
- Storia di Milano: dai romani a Tognoli, prefazione di Indro Montanelli (Mondadori, 1986)
- La maggioranza silenziosa (con Luciano Buonocore, Area, 1987)
- I nuovi barbari. Gli skinheads parlano (ediz. Effedieffe, 1993) ISBN 88-85223-11-7
- I Fanatici dell'Apocalisse. L'ultimo assalto a Gerusalemme (ediz. Il Cerchio, 1993) ISBN 88-86583-07-9
- Gli Adelphi della Dissoluzione. Strategie culturali del potere iniziatico (ediz. Ares, 1994) ISBN 88-8155-179-9
- Elogio di Catilina e di Berlusconi (ediz. Il Cerchio, 1995) ISBN 88-86583-03-6
- La Nazione invertebrata. L'Italia, l'Europa, democrazie fragili (Il Minotauro, 1999) ISBN 88-8073-057-6
- Il Collasso. Democrazie, autocrazie, teocrazie di fine millennio (Il Minotauro, 1999) ISBN 88-8073-047-9
- Cronache dell'Anticristo 1666-1999 (Effedieffe, 2001) ISBN 88-85223-22-2
- 11 settembre Colpo di Stato in U.S.A. (Effedieffe, 2002) ISBN 88-85223-26-5
- Chi comanda in America (Effedieffe, 2002) ISBN 88-85223-23-0
- L'Uccellosauro ed altri animali. La catastrofe del darwinismo (Effedieffe, 2002) ISBN 88-85223-24-9
- No Global: la formidabile ascesa dell'antagonismo anarchico (Ares, 2002) ISBN 88-8155-229-9
- Complotti vecchi e nuovi (Il Minotauro, 2002) ISBN 88-8073-068-1
- Osama Bin Mossad (Effedieffe, 2003) ISBN 88-85223-25-7
- Schiavi delle banche (Effedieffe, 2004) ISBN 88-85223-49-4
- La Strage dei genetisti (Effedieffe, 2004) ISBN 88-85223-50-8
- Israele, USA, il terrorismo islamico (Effedieffe, 2005) ISBN 88-85223-46-X
- Selvaggi con Telefonino (Effedieffe, 2006) ISBN 88-86614-03-9
- Stare con Putin? (Effedieffe, 2007) ISBN 88-86614-04-7
- Cretinismo scientifico e sterminio dell'umanità (Effedieffe, 2011) ISBN 978-8885223547
- La disfatta evoluzionista. L'uccellosauro ed altri animali (Effedieffe, 2012) ISBN 978-8885223240
- Tutti i complotti (Effedieffe, 2013)
- Cuore per la vita eterna (Effedieffe, 2014) ISBN 978-88-85223-73-8

Opere redatte da  Maurizio Blondet in collaborazione con altri autori; o dove appare un suo scritto:
- Giuseppe Cosco, Politica, magia e satanismo, saggio introduttivo di Maurizio Blondet, Edizioni Segno, 1997.
- Mario Di Giovanni, Fabio Pedretti, Agricoltura e mondialismo. Con intervista a Maurizio Blondet (Effedieffe, 1998) ISBN 88-85223-15-X
- Roberto Pinotti, Maurizio Blondet, Oltre. Dal Seti agli UFO. Viaggio fra i fenomeni non classificati alla ricerca del pensiero alieno (Olimpia, 2002) ISBN 88-253-0013-1
- Inganno Bannon, con Andrea Marcigliano, Gianluca Marletta, Claudio Mutti, Raido, RigenerAzione Evola, Cinabro edizioni, 2019.